# Nothin' on You
«Nothin' on You» —en español: «Nada sobre ti»— es el primer sencillo del álbum debut del rapero Norteamericano B.o.B, titulado B.o.B Presents: The Adventures of Bobby Ray. Cuenta con la colaboración del cantante norteamericano Bruno Mars. Fue lanzado el 2 de febrero de 2010 en Estados Unidos y el 17 de mayo en Reino Unido. El sencillo llegó al número 1 en las listas de Países Bajos, Reino Unido y Estados Unidos. 
Fue nominado en tres categorías en los Premios Grammy 2011, incluyendo la de grabación del año.

## Antecedentes
Según Jim Jonsin, el tema originalmente iba a ser interpretado por Lupe Fiasco, pero éste pidió a Atlantic Records que la canción fuera para B.o.B en su lugar. La versión de la canción de Lupe Fiasco se filtró en Internet el 18 de junio de 2010.
El 27 de junio de 2010, B.o.B presentó el sencillo con el hermano de Fantasia Barrino, Ricco Barrino, que también firmó con Atlantic y Grand Hustle Records, en los premios BET.

## Videoclip
El video fue dirigido por Ethan Lader y fue grabado en Los Ángeles. Cuenta con los dos intérpretes y se estrenó el 9 de marzo de 2010. Muestra varios collages de mujeres unos sobre otros, además de una escena donde B.o.B toca la guitarra y canta, mientras que Bruno Mars, el invitado especial en el sencillo, toca la batería.

## Posición en listas
El sencillo fue certificado como platino por la RIAA el 16 de abril de 2010, y alcanzó el número 1 en el Billboard Hot 100 en la semana que acabó el 1 de mayo de 2010. El 28 de junio de 2010 el sencillo consiguió el estatus de doble platino.
El sencillo debutó en el UK Singles Chart como número 1 el 23 de mayo de 2010, con ventas de 85.333 copias. El sencillo también debutó como número 1 en el UK R&B Chart.
El sencillo alcanzó el número 1 en el Dutch Top 40 y se mantuvo allí durante 3 semanas.
El sencillo fue certificado platino en Australia.

### Listas
| Lista                      | Máxima posición |
| -------------------------- | --------------- |
| Australia                  | 3               |
| Austria                    | 28              |
| Bélgica (Ultratop Flandes) | 44              |
| Bélgica (Ultratop Valonia) | 40              |
| Brasil                     | 52              |
| Canadá                     | 10              |
| Dinamarca                  | 24              |
| Países Bajos               | 1               |
| European Hot 100           | 5               |
| Francia                    | 30              |
| Alemania                   | 22              |
| Irlanda                    | 7               |
| Italia                     | 12              |
| Nueva Zelanda              | 5               |
| España                     | 41              |
| Suecia                     | 28              |
| Suiza                      | 28              |
| UK Singles                 | 1               |
| US Billboard Hot 100       | 1               |
| US Hot R&B/Hip-Hop Songs   | 5               |
| US Pop Songs               | 1               |